# 日根野光盛
日根野 光盛（ひねの みつもり）は、戦国時代に和泉下守護・細川政久の被官人として活動した武士。

## 概要
文亀元年（1501年）8月4日に日根野村の領家（九条政基）方の住民に「自分達に従わないのであれば覚悟をすべきだ」と脅迫しており、翌5日には政基奉行人の信濃小路長盛が住民に対して光盛に屈しないよう要求している。28日には政基方と大規模な衝突が発生した。早朝から入山田村の円満寺及び菖蒲村の早鐘が打ち鳴らされ、光盛が日根野村東方に乱入し、地下人も寺庵も関係なく乱妨を尽くし、番頭・刑部太郎と脇百姓を生け捕っている。
夏麦の収穫期である文亀3年（1503年）5月6日には、日根野村領家方番頭や住民宛に半済分の年貢納入を要求している。これに対し、政基奉行人の竹原定雄は光盛の要求は和泉下守護・細川政久と異なっているとして要求に応じないよう求めている。同7月12日には、守護方に対抗したとして入山田村の住民6人を佐野市場において拉致し人質となし、日根野・入山田村の住民が領主・九条政基ではなく自分に従うことで政基に打撃を与え、日根野村の知行を強行しようとした。このとき政基は光盛が日根野村と入山田村を分裂させて各個撃破することを目的としているのを見抜き、入山田村の番頭に光盛に応じないよう戒めている。しかし、両村の住民は政基に対しては光盛らによる無理難題を口実に年貢や段銭の納入を渋り、光盛（守護方）に対しては政基の支配の厳しさを口実にその支配を逃れようとする動きが見られた。例えば、光盛による住民拉致の3日前の9日には、日根野村東方の春季段銭徴収のために信濃小路長盛が番頭・源六を政所屋に人質同然に拘束して徴収を敢行しようとしたものの、「地下寄合の評議に参加する」と言って政所屋を出たまま行方を眩ましている。23日・26日には拉致された住民から「我々の命と引き換えに日根荘の上方は日根野氏が、下方は多賀氏が支配することを認めてほしい」と書状が村に届いたが、住民は「政基様の許可が得ていないからどうしようもできない。君達が不運なのであって私達を恨まないでほしい」と返信している。